# 神官
神官（しんかん）とは、国家の官吏として、何らかの神に仕える、または神を祀る施設に奉職する者のことである。

## 概要
日本の神道に関しては、古文献に神職（神社の祭祀や事務に従事する者）を指す語として用いられる例が散見され、2023年（令和5年）現在も日常語では神職の通称として用いられている。明治時代初期に神祇官が再興された際、全ての神職が官吏（神職 ＝ 神官）になったが、制度上の問題から伊勢神宮・官国幣社の神職に限定され、1894年（明治27年）以降は伊勢神宮の神職のみが官職としての神官とされた。太平洋戦争（大東亜戦争）敗戦の後、GHQによって出された神道指令によって、制度上の神官は廃止された。

## 海外
古代エジプト、古代ギリシア、古代ローマなどで神殿に奉職していた者（主として男性）のことも神官と呼ばれる。その対象は世界的に幅広い。

## フィクションにおける神官
ファンタジー漫画やアニメ、ゲームなどにおける「神官」は、作中の架空の宗教における聖職者という意味合いで用いられることが多い。